# Kurt Nolden
Kurt Nolden (* 26. Mai 1929; † 17. April 2014) war ein deutscher Fußballspieler, der im Dienst des Meidericher SV 196 Partien in der Oberliga West absolvierte.

## Karriere

### Jugend (bis 1951)
Der meist als Halbstürmer eingesetzte Nolden wuchs im Duisburger Stadtteil Meiderich auf, bis er 1943 im Rahmen der Kinderlandverschickung, die Kinder vor den Gefahren der Luftangriffe während des Zweiten Weltkriegs bewahren sollte, nach Niederösterreich gebracht wurde. Dort blieb er über das Kriegsende hinaus, spielte Fußball und schaffte es sogar in die österreichische B-Nationalmannschaft. Im Dezember 1951 kehrte er nach acht Jahren in dem Alpenland in seine Heimat zurück.

### Zeit bei Meiderich (1952–1962)
Im Anschluss an seine Rückkehr war seine Aufnahme in den Kader des Meidericher SV geplant, doch aufgrund der Tatsache, dass er bereits für die österreichische B-Auswahl aufgelaufen war und somit eventuell als Ausländer zu behandeln gewesen wäre, verzögerte sich die Erteilung der Spielerlaubnis. Ab Sommer 1952 gehörte er der Oberligamannschaft an und avancierte in der zur damaligen Zeit regional beschränkten höchsten Spielklasse, der Oberliga West, auf Anhieb zum Stammspieler. Während der Saison 1954/55 büßte er diese Rolle allerdings ein und musste überdies den Abstieg seines Teams in die II. Division hinnehmen; etwa zur selben Zeit rückte sein jüngerer Bruder Ludwig Nolden (1935–2024) in die Mannschaft auf. In der Zweitklassigkeit wurde er wieder zum unangefochtenen Bestandteil der ersten Elf, erwarb sich einen Ruf als technisch starker Spieler und leistete seinen Beitrag zum direkten Wiederaufstieg 1956. Am 9. Dezember 1956 war Bundestrainer Sepp Herberger bei einem 3:1-Heimsieg Meiderichs gegen Borussia Dortmund anwesend, ließ sich von Kurt Noldens Leistung überzeugen und stellte ihm einen Einsatz in der deutschen B-Nationalmannschaft in Aussicht, wozu es jedoch nie kam.
In Hinblick auf seine Torerfolge war die Spielzeit 1956/57 seine erfolgreichste, da er zehn Mal das Ziel traf. In der nachfolgenden Zeit blieb er gesetzt und spielte in der Offensivabteilung an der Seite seines Bruders. 1957/58 belegte er mit seinen Mannschaftskollegen wie schon 1952/53 den vierten Tabellenplatz. Nach der Sommerpause 1961 änderte sich die Lage für den mittlerweile über 30-Jährigen Nolden ruckartig, da mit Werner Kubek und Gustav Walenciak zwei junge Talente verpflichtet wurden, die potenzielle Konkurrenten für die Offensive darstellten. Beiden gelang der sofortige Durchbruch, wodurch Nolden im Verlauf der Saison 1961/62 gar nicht mehr berücksichtigt wurde. Daraufhin beendete er 1962 mit 33 Jahren nach 179 Oberligapartien mit 34 Toren und 27 Zweitdivisionspartien mit sieben Toren seine Laufbahn beim Meidericher SV. Zuvor hatte er zehn Jahre lang der Mannschaft des MSV angehört. Er hängte 1962/63 noch eine Runde beim Duisburger FV 08 in der 2. Liga West an, wo er dann nach weiteren 27 Zweitligaeinsätzen mit drei Toren seine Spielerkarriere als Vertragsfußballer beendete.

### Trainer im Amateurbereich (nach 1962)
Kurz nach seinem Abschied bei Meiderich übernahm er beim Sechstligisten SV Morsbach die Funktion eines Spielertrainers und schaffte mit diesem 1964 den Aufstieg in die fünfthöchste Spielklasse. 1968 gab er sowohl Spieler- als auch Trainerrolle auf und war ab 1969 bis in die 1970er-Jahre hinein Trainer beim SV Hermesdorf. Im Frühjahr 2014 starb er im Alter von 84 Jahren.